# Drexel Hill
Drexel Hill è un census-designated-place della Pennsylvania, presso il comune di Upper Darby, nella contea di Delaware. Fa parte dell'area metropolitana di Filadelfia.